# Salada watergate

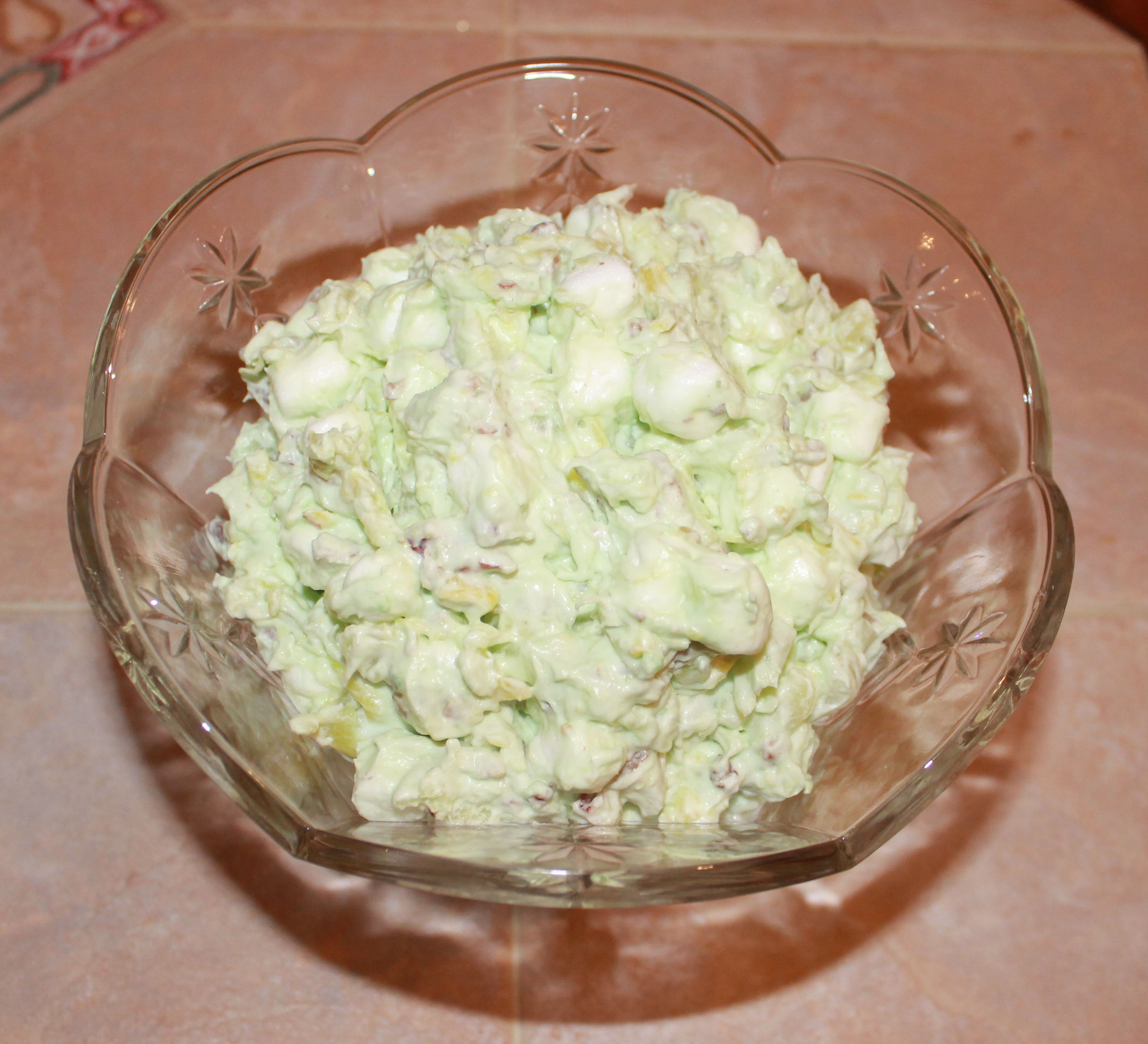
Uma mostra da salada Watergate.

A salada Watergate é um tipo de salada conhecida na cozinha estadounidense também como: Pistachio salad (ou salada de pistáchios), Hawaiian Surprise (ou surpresa hawaiana) , Pistachio Delight (delícia de pistáchios) , Picnic Passion e Green Stuff. Trata-se de uma salada empregada nos sobremesas e de sabor doce que emprega como ingrediente um pudding de pisctáchio, fruta em lata (geralmente Ananás) e Cool Whip (uma marca comercial de nata batida). Costuma ser muito fácil e rápido de preparar, e os ingredientes costumam ser picados convenientemente. A salada serve-se geralmente fria.

## História
A origem da “Watergate salad” não é clara, ainda que a primeira comercialização é reclamada pela companhia Kraft Corporate Affairs no ano de 1975 de uma receita de salada de pistáchio elaborada por eles.